# Pato Hoffmann
Pato Hoffmann, nacido Erwin Eduardo Hoffmann-Alarcón, (La Paz, Bolivia; 23 de agosto de 1956) es un actor y director de teatro boliviano que ha participado en películas como Geronimo: An American Legend, Lakota Woman: Siege at Wounded Knee, Cheyenne Warrior y The Last Winter. Obtuvo el apodo de "Pato" siendo niño. Hoffmann fue nombrado el 1999 la celebridad del Año en India.
Nació 23 de agosto de 1956 en La Paz, Bolivia, de padres bolivianos con herencia aimara y quechua, española y alemana. La familia de Hoffmann se trasladó a la ciudad de Nueva York cuando él tenía cuatro años y a partir de entonces pasó su infancia y juventud alternando entre Estados Unidos y Bolivia, y ocasionalmente  en México.

## Trayectoria como actor
Luego del éxito de la película Dances with Wolves de 1990, los agentes de Hollywood buscaban actores nativos americanos y firmaron con Hoffmann. Su carrera como actor en los Estados Unidos, Canadá, Australia y Bolivia, incluye 13 largometrajes, más de 30 episodios para series de televisión, miniseries, dibujos animados y telenovelas, numerosas obras de teatro y lecturas con compañías de teatro de renombre.
El primer papel importante de Hoffmann en una película fue el de "Dreamer" (soñador) en el filme Geronimo: An American Legend, protagonizado también por Matt Damon, Robert Duvall y Gene Hackman. Luego Hoffman coprotagonizó la película romántica Cheyenne Warrior como "Hawk", un guerrero cheyenne que es atendido por una viuda una embarazada (Rebecca Carver) interpretada por Kelly Preston. En 2006, Hoffmann interpretó al personaje de "Lee Means" en la película The Last Winter en la que actuó junto a Ron Perlman.
Hoffmann fue elegido específicamente para varios papeles a lo largo de su carrera como actor, incluyendo el papel de Lee en The Last Winter, y fue requerido por Valerie Red-Horse para interpretar a su coprotagonista masculino en la película Naturally Native, producida y financiada íntegramente por Mashantucket Pequot Tribal Nation of Connecticut.
Pato Hoffmann habla español, inglés y portugués. Ha realizado papeles en esos idiomas, así como cheyenne, apache, sioux, creek, zuni, azteca y quechua, demostrando extraordinarias habilidades lingüísticas.

## Estudios
Hoffmann tiene un título universitario de Licenciatura en Economía con especialización en Antropología de la Universidad Americana de Washington D. C., donde también cursó estudios de postgrado en desarrollo agrícola como parte de su educación en Desarrollo Internacional.
Pato Hoffmann, práctica también Artes marciales, destaca en el estilo cantonés de Choy Li Fut Kung Fu y ha estudiado con el Maestro EY Lee desde 1983 en técnica libre de mano, así como el uso del bastón largo y las dagas.

## Filmografía (parcial)
- Cielito Lindo (2007) ... como Don Mario, Dirigido/Producido por Alejandro Alcondez
- The Last Winter (2006) .... Lee Means
- A.K.A. Birdseye (2002) .... Alvin Karpis
- Pendulum (2001) .... Petty
- Meteorites! (1998) (TV) .... Comisario John Whitehorse
- Naturally Native (1998) .... Steve Bighawk
- Born Into Exile (1997) (TV) .... Detective Sanyo
- Dr. Quinn, Medicine Woman (1997) (TV) .... Strong River en "Right or Wrong"
- Raven Hawk (1996) (TV) .... Padre de Rhyia
- The Secret of Lizard Woman (1996) (TV)
- Wild Bill (1995) .... Jefe Cheyenne
- A Perry Mason Mystery: The Case of the Grimacing Governor (1994) (TV) .... Sgt. Whitehorse
- Lakota Woman: Siege at Wounded Knee (1994) (TV) .... Spencer
- Cheyenne Warrior (1994) (TV) .... Hawk
- Geronimo: An American Legend (1993) .... The Dreamer
- Dr. Quinn, Medicine Woman (1993–1994) (TV) Franklin (3 episodios)

## Proyectos Actuales
- Largometraje: Cielito Lindo
- Largometraje: Jumping off Bridges

## Trabajo como Director
Los trabajos de Hoffmann como director incluyen la ópera de George Bizet, Carmen; los musicales Rent, Cats, Les Misérables y Oliver, y varias obras en español de autores latinoamericanos.  
Se desempeñó como consultor de producción y profesor de actuación en la premiada obra Los monólogos de la vagina y el largometraje en formato de video Autonomía. También ha trabajado como ayudante de casting y consultor en Estados Unidos y Bolivia. 